# Rolando Fernández López
Rolando Fernández López (n. Oaxaca, 28 de abril de 1951) es un productor, director, actor y cantante mexicano. Hijo del también director Raúl Fernández Fernández y esposo de la actriz Rosa Gloria Chagoyán.

## Carrera
Inició como actor en su niñez en las películas de su padre Raúl Fernández Fernández, la primera de ellas fue Rapazuelos en 1958, por cuya actuación ganó el premio Diosa de plata. Luego participaría en La carcachita en 1966, Fuego negro en 1974 y Ultraje en 1976.
En 1982, protagonizó Mi abuelo, mi perro y yo y un año después fue actor protagónico en la película Lola la trailera, también dirigida por su padre y actuando al lado de su esposa Rosa Gloria Chagoyán. Dicha película obtuvo una gran fama en México y Estados Unidos durante los años siguientes, por lo que fue seguida de dos secuelas más. Tanto en la última de dichas secuelas (Lola la trailera 3) como en la película de 1986, La guerrera vengadora, Fernández López participó como guionista. Así como en la posterior de 1993, Juana la Cubana. En todas esas películas su esposa fue la protagonista. En 1986 también participó como actor en la película Maten al fugitivo, donde su hermano debutaba como director.